# حوش بردی
حوش بردی (به عربی: حوش بردی) یک منطقهٔ مسکونی در لبنان است که در شهرستان بعلبک واقع شده‌است.